# جوناثان باند
جوناثان باند (بالإنجليزية: Jonathon Band) (و. 1950  م) هو عسكري بريطاني، ويحمل رتبة عسكرية أدميرال.

## التعليم
تعلم في جامعة إكسيتر.